# 28th Bomb Wing

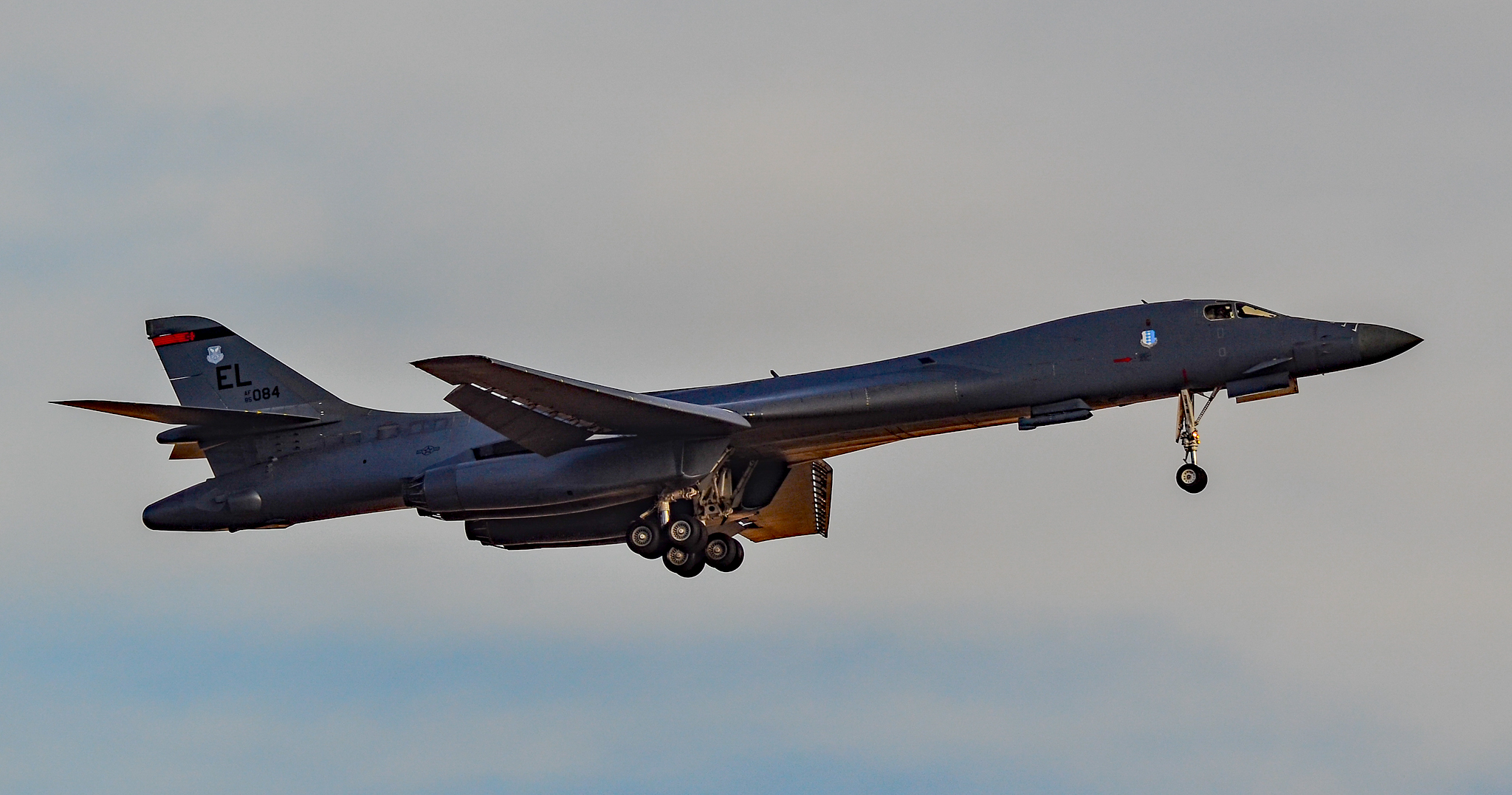
B-1B del 34th BS

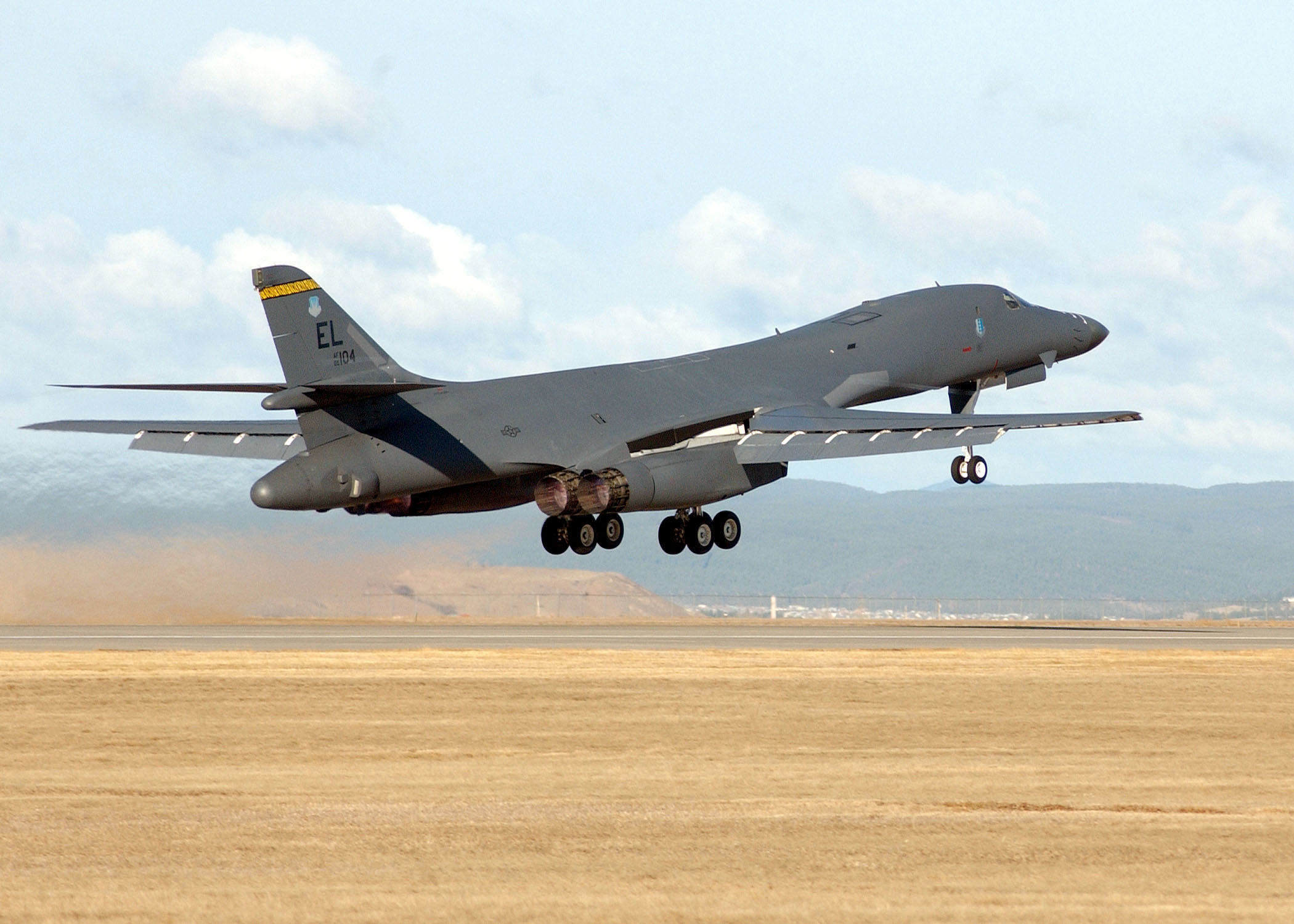
B-1B del 37th BS

Il 28th Bomb Wing è uno stormo Bombardieri dell'Air Force Global Strike Command, inquadrato nella Eighth Air Force. Il suo quartier generale è situato presso la Ellsworth Air Force Base, nel Dakota del Sud.

## Organizzazione
Attualmente, a settembre 2020, esso controlla:
- 28th Operations  Group
  - 28th Operations Support Squadron
  -  34th Bomb Squadron, striscia di coda nera con simbolo dei Thunderbirds rosso - Equipaggiato con 13 B-1B
  -  37th Bomb Squadron, striscia di coda gialla tigrata - Equipaggiato con 14 B-1B
- 28th Maintenance Group
  - 28th Aircraft Maintenance Squadron
  - 28th Maintenance  Squadron
  - 28th Munitions Squadron
- 28th Mission Support Group
  - 28th Civil Engineer Squadron
  - 28th Communications Squadron
  - 28th Contracting Squadron
  - 28th Force Support Squadron
  - 28th Logistics Readiness Squadron
  - 28th Security Forces Squadron
- 28th Comptroller Squadron